# FKクルパ
FKクルパ (FK Krupa) は、ボスニア・ヘルツェゴビナのスルプスカ共和国バニャ・ルカ・クルパ・ナ・ヴルバスをホームタウンとするサッカークラブである。

## 歴史
1983年に創設された。
2005年にバニャ・ルカ市サッカー協会の支援を受け、スルプスカ共和国 (RS) の4部リーグのポドルチナ・リーガに参加した。2012年に同3部リーグのレギオナルナ・リーガRSに昇格、2013年にドルガ・リーガRSに昇格、2014年にはプルヴァ・リーガRSに昇格した。
プルヴァ・リーガRSで2シーズンを過ごし、2016年にプルヴァ・リーガRSで優勝、ボスニア・ヘルツェゴビナ連邦 (FBiH) のプルヴァ・リーガFBiHで優勝したメタレゲBSIと共にプレミイェル・リーガに昇格した。
2018年にボスニア・ヘルツェゴビナカップ決勝に進出したが、ジェリェズニチャル・サラエヴォに0-2、0-4で敗れて準優勝に終わった。

## 獲得タイトル

### 国内タイトル
- プルヴァ・リーガRS：2回
  - 2015-16, 2019-20

### 国際タイトル
- なし

## 過去の成績
| シーズン | ディビジョン         | ディビジョン | ディビジョン | ディビジョン | ディビジョン | ディビジョン | ディビジョン | ディビジョン | ディビジョン | カップ    |
| シーズン | リーグ               | 試           | 勝           | 分           | 敗           | 得           | 失           | 点           | 順位         | カップ    |
| -------- | -------------------- | ------------ | ------------ | ------------ | ------------ | ------------ | ------------ | ------------ | ------------ | --------- |
| 2014-15  | プルヴァ・リーガRS   | 26           | 12           | 7            | 7            | 34           | 25           | 43           | 2位          |           |
| 2015-16  | プルヴァ・リーガRS   | 32           | 25           | 3            | 4            | 64           | 21           | 78           | 1位          | 1回戦敗退 |
| 2016-17  | プレミイェル・リーガ | 32           | 12           | 10           | 10           | 40           | 34           | 46           | 4位          | 1回戦敗退 |
| 2017-18  | プレミイェル・リーガ | 32           | 10           | 10           | 12           | 35           | 42           | 40           | 6位          | 準優勝    |
| 2018-19  | プレミイェル・リーガ | 33           | 8            | 9            | 16           | 40           | 48           | 33           | 11位         | 2回戦敗退 |
| 2019-20  | プルヴァ・リーガRS   | 14           | 12           | 2            | 0            | 34           | 6            | 38           | 1位          | 1回戦敗退 |
| 2020-21  | プレミイェル・リーガ |              |              |              |              |              |              |              | 位           |           |